# Soft rock
Soft rock (ou lite rock) é um subgênero do pop e rock. As canções do estilo, que se originou no sul da Califórnia na década de 1970, são geralmente simples e melódicas com produções grandes e exuberantes. O soft rock dominou as rádios durante a década de 1970. Também chamado de light rock ou ainda smooth rock, o estilo utiliza as técnicas do rock and roll para compor uma música mais suave. 
É geralmente cantado com voz de maior frequência e as letras das músicas tendem a não ser agressivas, mas relativas a temas como amor e relacionamentos, utilizando uma linguagem simples. Este estilo é também caracterizado pelo recurso a pianos e sintetizadores. Na década de 1980, o gênero evoluiu para um formato que ficou conhecido como adult contemporary, um estilo de música pop direcionada a um público adulto e que possui menos influências do rock.

## História
O soft rock surgiu como referência a um estilo de rock que emergiu no começo da década de 1970 como reacção contra a música heavy metal que dominava o rock na altura, e como uma reflexão das mudanças prioritárias da época após a Segunda Guerra Mundial. O que separa o soft rock da década de 1970 do da década de 1960, que por falta de uma palavra melhor é geralmente referido apenas como pop, é o facto de que o pop da década de 1960 existia apenas para aqueles que simplesmente não gostavam de rock. Os artistas pop da década de 1960 eram geralmente vocalistas de estilo retrógrado relativamente aos da era pré-rock. O soft rock evoluiu de forma a satisfazer as necessidades daqueles que tinham ouvido o rock original.
Mais tarde na década de 1970 o soft rock tornou-se extremamente popular. No 1970, os Carpenters se tornaram grandes representantes do soft rock e do Adult Contemporary, ambos estilos musicais que a dupla seguiu até o fim da banda, em 1983. Em 1977, algumas emissoras de rádio mudaram para um formato totalmente soft rock. Por volta da mesma altura, o grupo Chicago, que anteriormente tinha sido uma banda de jazz-rock, mudou de estilo para o soft rock e alcançou os seus maiores sucessos comerciais. Até mesmo a banda Led Zeppelin, considerada por algumas pessoas como uma banda hard rock, mudou de género musical em músicas como "All My Love", lançada em 1979. Na década de 1980, os gostos tinham mudado e os formatos de radio reflectiram esta mudança: o género evoluiu para o que ficou chamado de Adult Contemporary, um género pop que possuía menos influência rock que o seu antecessor.